# 毛腺萼木
毛腺萼木（学名：Mycetia hirta）为茜草科腺萼木属下的一个种。

## 扩展阅读
- 維基物種上的相關：毛腺萼木